# Święte miejsca tubylczych ludów Ameryki Północnej

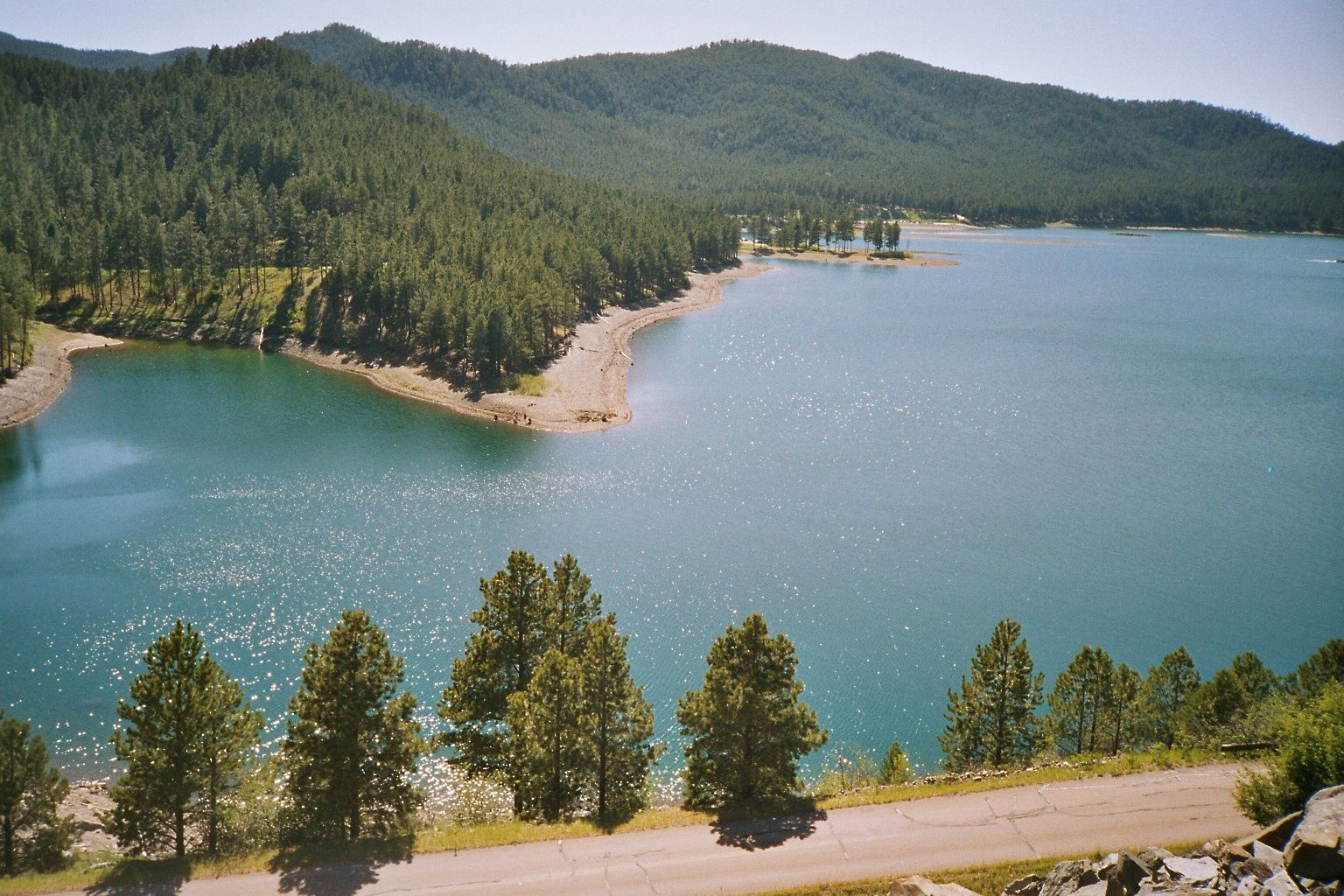
Jezioro Pactola w Górach Czarnych, uważanych przez tradycyjnych Indian za święte

Święte miejsca tubylczych ludów Ameryki Północnej – święte miejsca modlitwy i kultu tubylczych ludów Ameryki Północnej, zazwyczaj o naturalnym charakterze i szczególnej formie, czasem z wtórnymi elementami sanktuariów tworzonych przez wyznawców plemiennych religii tubylczych, wykorzystywane nierzadko przez setki lat, od czasów poprzedzających porozumienia i traktaty Indian Ameryki Północnej z Europejczykami do dziś. Współcześnie wiele z kilkuset tubylczych sanktuariów znanych w Ameryce Północnej jest zagrożonych przez rozwój cywilizacji, niektóre zostały bezpowrotnie zniszczone, inne – objęte ochroną lub przekazane pod kontrolę tubylców.
Święte miejsca północnoamerykańskich tubylców związane są z wyjątkowym znaczeniem samej Ziemi oraz naturalnych tworów takich jak góry, jeziora, wodospady itp., dla indywidualnych i zbiorowych praktyk duchowych oraz ceremonii religijnych członków poszczególnych tubylczych ludów kontynentu, z których każde posiadało tego rodzaju miejsca święte, unikatowe dla danej plemiennej społeczności i religii. Wiele z takich miejsc – czasem niewielkich elementów i form przyrodniczych (źródło, skała, drzewo itp.), a czasem rozległych obszarów (np. masywów górskich, jezior) – miało charakter regionalny, międzyplemienny – wykorzystywany (czasem w sposób podobny, a czasem odmienny) przez członków wielu plemion z danej okolicy lub kręgu kulturowego. Do miejsc tych pielgrzymowali – i często nadal przybywają – osoby i grupy wyznające lokalne religie plemienne, odczuwające szczególną więź duchową z danym miejscem, wywodzące z niego swe mityczne pochodzenie, czerpiące z niego siły życiowe, poczucie tożsamości i grupowej jedności.

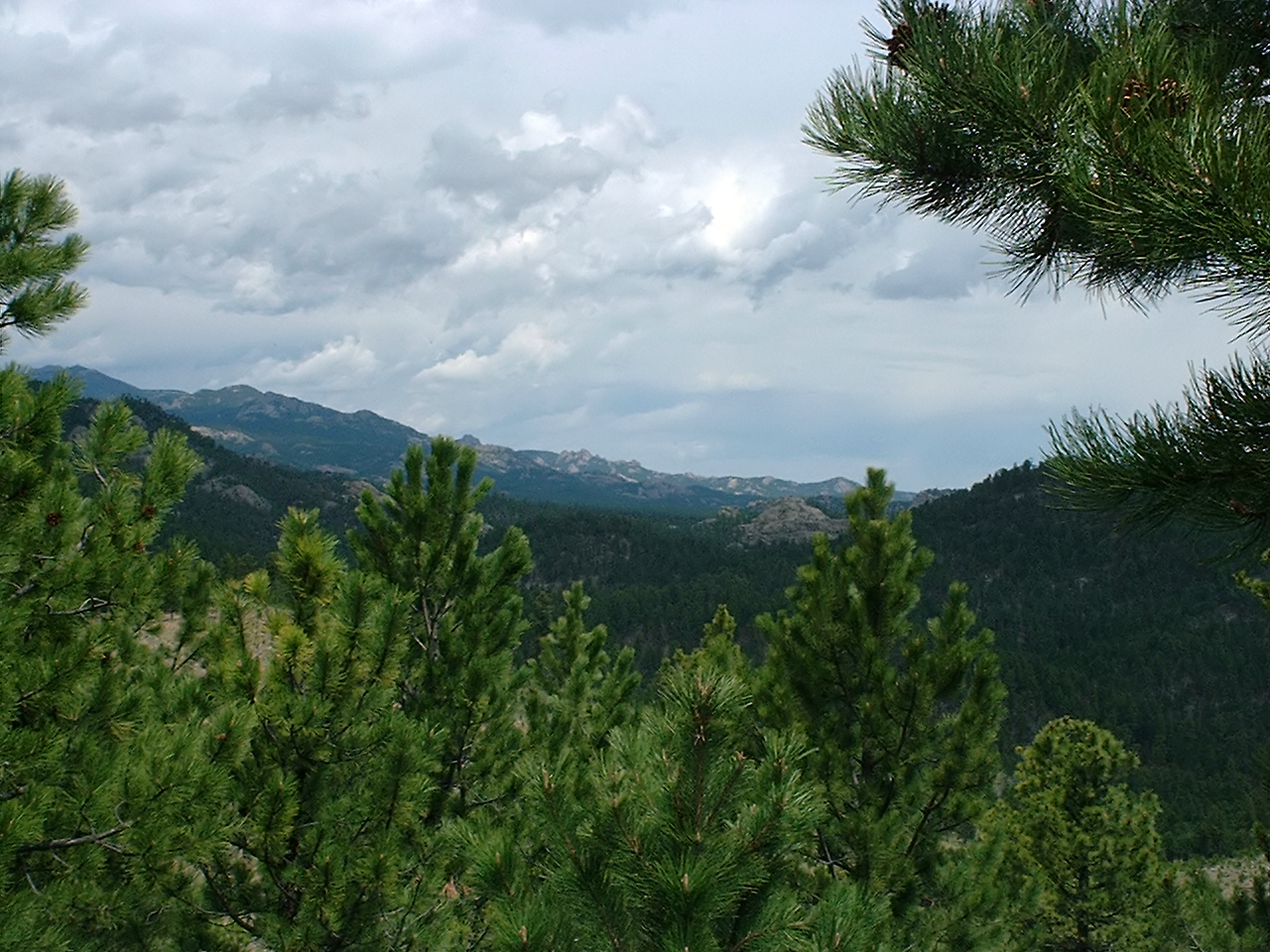
Widok na Góry Czarne w Dakocie Pd.

W miejscach tych, zwykle ustronnych i odludnych, odbywają się modlitwy i posty, składane są dary ofiarne (a czasem także ciała zmarłych), odbywają się grupowe ceremonie – nierzadko wielodniowe (jak Taniec Słońca) – charakterystyczne dla danej religii (i miejsca) oraz obrzędowe spotkania o szczególnym znaczeniu dla danej społeczności (np. doroczne święta i uroczystości). Z uwagi na zachodzące migracje i zmiany kulturowe (związane z europejską kolonizacją kontynentu, ale i wcześniejsze) poszczególne święte miejsca bywały ośrodkami kultu kolejnych grup plemiennych i religijnych, w tym wyznawców nowych indiańskich ruchów religijnych.
Ze względu na centralną rolę w życiu duchowym tradycyjnych tubylczych Amerykanów święte miejsca powinny być w ich głębokim przekonaniu wolne od wszelkiej działalności mogącej naruszać ich szczególny charakter oraz od zakłócających pierwotny stan takich miejsc efektów, w tym od działalności wydobywczej i przemysłowej, wycinki lasów, budowy dróg, kolei, linii energetycznych i ogrodzeń, regulacji rzek, konstrukcji zapór, sztucznych zbiorników i elektrowni wodnych, stałego osadnictwa, masowej turystyki i rekreacji oraz działalności wandali. Jednak z powodu rozwoju cywilizacji przemysłowej wiele takich miejsc zostało w ostatnich dziesięcioleciach zniszczonych lub znacznie przekształconych w wyniku bezpośredniej lub pośredniej działalności człowieka (inwestycji, zmian własnościowych itp.), co uniemożliwiło lub utrudniło tubylcze praktyki religijne w dotychczasowym kształcie lub spowodowało porzucenie tych miejsc z powodu braku dostępu, zasadniczej zmiany ich charakteru lub z uwagi na inne formy ich zniszczenia i sprofanowania.

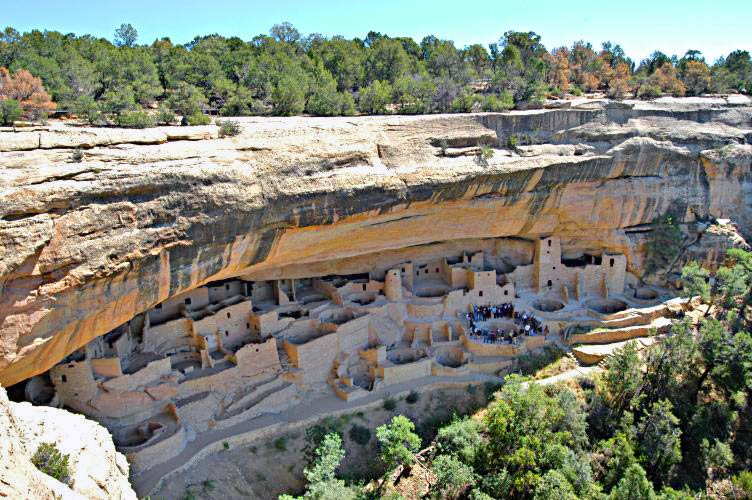
Mesa Verde, Pałac Klifowy

Współcześnie duża część świętych miejsc tubylczych jest zagrożona przez rozmaite formy działalności osób trzecich, w tym przez niekorzystne oddziaływanie przemysłu i masowej turystyki, zakłócające zarówno dotychczasowy charakter samych miejsc kultu, jak i możliwość swobodnych i nieskrępowanych praktyk religijnych osób i grup z nich korzystających. Rodzi to spory indiańskich plemion, grup religijnych i organizacji (wspieranych często np. przez organizacje ekologiczne i grupy broniące praw człowieka) z obecnymi właścicielami i innymi użytkownikami tych miejsc (stanowiących często teren publiczny o rozmaitym statusie ochronnym). Nierzadko spory dotyczą także samego prawa własności do tych miejsc (jak w sporze o Góry Czarne), w przeszłości należących do Indian, a następnie odebranych im (nierzadko siłą i z naruszeniem prawa). W niektórych przypadkach wieloletnie czasem sądowe spory i akcje protestacyjne zakończyły się zwrotem tych miejsc ich pierwotnym tubylczym właścicielom (Jezioro Błękitne, Mount Adams) lub inną formą kompromisu.
Na fali New Age i wzrostu zainteresowania kulturą i duchowością Indian niektóre ze świętych miejsc tradycyjnych religii plemiennych stały się także celami pielgrzymek, spotkań i obrzędów osób poszukujących alternatywnych form przeżyć duchowych lub własnej tożsamości, członków rozmaitych sekt, a nawet poszukiwaczy innych cywilizacji. Wiele świętych miejsc poszczególnych plemion Indian Ameryki Północnej stało się z czasem (w przeszłości lub współcześnie) sanktuariami o charakterze ponadregionalnym, panindiańskim. Niektóre z nich zostały uznane za obiekty dziedzictwa narodowego (Pipestone, Góry Czarne) i poddane ochronie państwa jako miejsca o szczególnym znaczeniu historycznym, rezerwaty przyrody lub elementy parków narodowych.

## Niektóre znane święte miejsca tubylczych ludów Ameryki Północnej
- Badger-Two Medicine (góra w stanie Montana, USA)
- Canyon Mine (kanion w stanie Arizona, USA)
- Celilo Falls (wodospad w stanie Oregon, USA)
- Góry Czarne (ang. Black Hills, góry w stanach Dakota Południowa i Wyoming, USA); zobacz też: Spór o Góry Czarne
- Jezioro Błękitne (ang. Blue Lake, jezioro w stanie Nowy Meksyk, USA)
- Kootenai Falls (wodospad w stanie Montana, USA)
- Medicine Wheel (kamienny krąg w stanie Wyoming, USA)
- Mesa Verde (kanion i dawne pueblo w stanie Kolorado, USA, obiekt z listy UNESCO)
- Mount Adams (góra w stanie Waszyngton, USA)
- Mount Graham (góra w stanie Arizona, USA)
- Rainbow Natural Bridge (kamienny łuk w stanie Utah, USA)
- San Francisco Peaks (wzgórza w stanie Arizona, USA)
- SGaang Gwaii (dawna wioska indiańska z totemami na wyspie Anthony, Kanada, obiekt z listy UNESCO)